# Rača (Bratislava)
Pour les articles homonymes, voir Rača.
Rača (allemand : Ratzersdorf, Ratschdorf , hongrois : Récse) est un quartier de la ville de Bratislava.

## Histoire
Première mention écrite du quartier en 1296.

## Démographie

### Évolution de la population
| Année:               | 1994.  | 2004.   | 2014.   | 2024.    |
| -------------------- | ------ | ------- | ------- | -------- |
| Nombre de personnes: | 21 132 | 20 287  | 20 531  | 26 493   |
| Différence:          |        | -3,99 % | +1,20 % | +29,03 % |

| Année:               | 2023.  | 2024.   |
| -------------------- | ------ | ------- |
| Nombre de personnes: | 26 214 | 26 493  |
| Différence:          |        | +1,06 % |

## Politique
| Nom        | Parti politique        | date de l'élection | Fin du mandat |
| ---------- | ---------------------- | ------------------ | ------------- |
| Ján Zvonár | SMER,ĽS-HZDS,SNS,SF,SZ | 02.12.2006         | Déc. 2010     |